# Gerbilliscus tytonis
Gerbilliscus tytonis is een zoogdier uit de familie van de Muridae. De wetenschappelijke naam van de soort werd voor het eerst geldig gepubliceerd door Bauer & Niethammer in 1960.